# Bill Oliver
William John „Bill“ Oliver (* 3. Dezember 1948) ist ein ehemaliger englischer Snookerspieler und Billardfunktionär. Oliver war zwischen 1983 und 1997 für vierzehn Saisons Profispieler und erreichte in dieser Zeit insgesamt fünfmal die Runde der letzten 32 eines Turnieres sowie Rang 77 der Snookerweltrangliste. Als Amateur gewann er des Weiteren die Pontins Autumn Open 1981. In der Spätphase seiner Spielerkarriere betätigte er sich auch als Billardfunktionär.

## Karriere
1980 erreichte Oliver das Achtelfinale der Süd-Qualifikation für die English Amateur Championship, wo er Geoff Foulds unterlag. Ein Jahr später zog Oliver ins Finale der Pontins Autumn Open ein und gewann das Turnier durch einen 7:5-Sieg über Ian Williamson. 1982 zog er in der Meisterschaftsqualifikation ins Viertelfinale ein, doch dort verlor er gegen Dave Chalmers. Anfang 1983 versuchte Oliver schließlich bei den Pontins Spring Open sein Glück, schied aber im Achtelfinale gegen Tony Knowles aus. Anschließend wurde er Profispieler.
Oliver begann seine Profikarriere mit der Saison 1983/84, in der er bei drei Turnieren (unter anderem bei der Snookerweltmeisterschaft) bis in die finale Qualifikationsrunde kam, jedes Mal aber verlor. Somit verblieb er auf der Weltrangliste ungesetzt. Nachdem er in der Saison 1984/85 beim Grand Prix und bei den British Open die Hauptrunde erreicht hatte, konnte sich Oliver auf Rang 85 der Weltrangliste platzieren, Bis Mitte 1990 blieb seine Weltranglistenposition de facto konstant; nach einer Saison auf Rang 85 belegte er drei Spielzeiten lang Rang 84, ehe er während der Saison 1989/90 wieder auf Rang 85 geführt wurde. Dies lag daran, dass Oliver regelmäßig in der Qualifikation ausschied, aber häufig bei ein oder zwei Ranglistenturnieren (lediglich einmal keinmal) die erste Runde der Hauptrunde erreichte und so stets ein paar Weltranglistenpunkte bekam. Ende der 1980er-Jahre war Oliver des Weiteren Mitglied des Vorstandes der World Professional Billiards & Snooker Association.
Mit einer Teilnahme an der Runde der letzten 32, der zweiten Runde der Hauptrunde, bei den Asian Open während der Saison 1989/90 geriet dieses Gleichgewicht aus den Fugen, und Oliver verbesserte sich auf Rang 77. Auch wenn er während der Saison 1990/91 weitere Weltranglistenpunkte durch eine Hauptrundenteilnahme beim Classic bekam, verschlechterte sich Oliver anschließend und er fiel unter sein langjähriges Niveau auf Rang 87 zurück. Mehrere weitere Hauptrundenteilnahmen während der Saison 1991/92 blieben ohne positive Folge, denn Oliver verschlechterte sich auf der Weltrangliste auf Platz 108. Nachdem Oliver im Laufe der nächsten Saison in die Runde der letzten 32 des Grand Prix eingezogen war, verbesserte er sich wieder auf Platz 95, doch die nächsten beiden Saisons verliefen deutlich schlechter und danach verzichtete Oliver auf weitere Profispieler, sodass er, abgerutscht auf den 441. Platz, Mitte 1997 seinen Profistatus verlor. Über ein Jahrzehnt später nahm Oliver an einigen Ausgaben der World Seniors Championship teil, kam aber nie über die Qualifikation hinaus.
In der Spätphase seiner Karriere engagierte er sich auch als Billardfunktionär. Ab spätestens Dezember 1991 saß er im Vorstand der World Professional Billiards & Snooker Association (WPBSA), ab 1995 parallel im Vorstand des englischen Verbandes (EASB). Als WPBSA-Direktor war er unter anderem mit Mark Wildman und Geoff Foulds für die Untersuchung eines möglichen Wettverschuldens des südafrikanischen Profispielers Peter Francisco zuständig. Da die drei zu dem Schluss kamen, dass Francisco die Regeln des Weltverbandes gebrochen habe, verhängte die WPBSA eine fünfjährige Sperre. Im Frühjahr 1997, ungefähr zur gleichen Zeit wie das offizielle Ende seiner Spielerkarriere, trat er sowohl bei der WPBSA als auch bei der EASB zurück.

## Erfolge
| Ausgang         | Jahr | Turnier             | Finalgegner    | Ergebnis |
| --------------- | ---- | ------------------- | -------------- | -------- |
| Amateurturniere |      |                     |                |          |
| Sieger          | 1981 | Pontins Autumn Open | Ian Williamson | 7:5      |